# Nordhafenpark
Der Nordhafenpark (Anhörenⓘ), früher wegen der markanten Fontäne auch Weddinger Alster genannt, ist eine Grünfläche, die den Berliner Nordhafen im Bezirk Mitte umgibt. Die Parkanlage am Schnittpunkt der Ortsteile Mitte, Moabit und Wedding wurde Anfang der 1950er Jahre gestaltet und diente bis Ende der 1960er Jahre als beliebtes Naherholungsgebiet.
Durch zunehmenden Autoverkehr und die städtebauliche Randlage in unmittelbarer Nähe der Berliner Mauer wurde der Park in den darauffolgenden Jahrzehnten vernachlässigt und erst mit der städtebaulichen Entwicklung der Umgebung ab 2006 nach und nach neugestaltet.

## Geschichte
Mit der Ansiedlung der „Scheringstadt“ (heute: Gelände der Bayer AG) in der Nachkriegszeit wurden auch die angrenzenden Freiflächen im Gebiet aufgewertet. Ab 1952/1953 wurde die Weddinger Seite des Nordhafens nach Plänen des Weddinger Gartenamtsleiters Günther Rieck gestaltet (Einweihung am 24. April 1953), auf Seite des ehemaligen Bezirks Tiergarten folgte die Gestaltung ab 1953/1954 durch Willy Alverdes. Der Hafen als industrieller Ort und die Fluss- und Kanalufer sollten in grüne Erholungsbereiche umgewandelt werden. Als Abgrenzung zu den benachbarten Straßen Fennstraße, Heidestraße und Sellerstraße wurden dichte Bepflanzungen vorgenommen. An der Fennstraße Ecke Am Nordufer stand eine Holzpergola, ansonsten waren die wesentlichen Strukturen mit Terrasse, Kalkstein, Stufen, Bodenbelägen und Möblierung vor der Umgestaltung noch erhalten.
Der Park war nach seiner Fertigstellung ein beliebtes Naherholungsgebiet für Weddinger und Bewohner der Lehrter Straße: Ausflugsschiffe legten an, in der Mitte des Nordhafens gab es rund zehn Jahre lang eine beleuchtete Fontäne, ähnlich der Alsterfontäne in Hamburg. Seit dem Bau der Nordhafen-Brücke 1970 (Bundesstraße 96) ist der Bereich jedoch stark vom Verkehrslärm beeinträchtigt. Zudem verlief südlich des Vorbeckens der Panke die Berliner Mauer, sodass sich der Park in einer Randlage West-Berlins befand. Dennoch erwarb der West-Berliner Senat 1988 von der DDR ein Teilstück des Parks im Bezirk Mitte, um mit dem Wiederaufbau der Kieler Brücke einen Rundweg um den Nordhafen zu ermöglichen, was allerdings erst 1994 umgesetzt werden konnte.
Ab 2006 konnten die Teilflächen des Parks im Rahmen von Ausgleichsmaßnahmen infolge zahlreicher Bautätigkeiten in den benachbarten Ortsteilen aufgewertet werden. Die Promenade am Kanal mit Liegewiese und Aussichtsbalkon ist im Zusammenhang mit dem Bau des Hauptbahnhofs gestaltet worden, während das nördliche Ufer des Pankebeckens bis Sommer 2009 als Ausgleich für den Bau der Ellen-Epstein-Straße in Moabit umgestaltet wurde und den heutigen Sellerpark bildet. Bis 2016 wurde der Nordhafenpark unter Einbeziehung historischer Strukturen von relais Landschaftsarchitekten neu gestaltet. 2015 kaufte der Pharmakonzern Bayer die Straße Am Nordhafen und finanzierte die Umgestaltung des östlichen Parkteils durch das gleiche Planungsbüro.